# Canton de Selles-sur-Cher
Le canton de Selles-sur-Cher est une circonscription électorale française située dans le département de Loir-et-Cher et la région Centre-Val de Loire.

## Géographie
Ce canton est organisé autour de Selles-sur-Cher dans l'arrondissement de Romorantin-Lanthenay. Son altitude varie de 68 m (Selles-sur-Cher) à 168 m (Orçay).

## Histoire
Par décret du 21 février 2014, le nombre de cantons du département est divisé par deux, avec mise en application aux élections départementales de mars 2015. Le canton de Selles-sur-Cher est conservé et s'agrandit. Il passe de 8 à 17 communes.

## Représentation

### Conseillers généraux de 1833 à 2015
| Période | Période      | Identité                                      | Étiquette             | Qualité |
| ------- | ------------ | --------------------------------------------- | --------------------- | --- |
| 1833    | 1839         | Marcou François Hyacinthe Brisson (1780-1847) |                       | Juge de paix, ancien maire de Selles-sur-Cher Conseiller municipal de 1834 à 1847 |
| 1839    | 1848         | Vincent Martinet                              |                       | Propriétaire rentier, capitaine de la Garde Nationale de Romorantin Propriétaire du château de la Morinière Maire de Mur-de-Sologne (1852-1899)                                                                |
| 1848    | 1870         | Léon Romieu                                   |                       | Propriétaire, ancien chef de bataillon de la Garde Nationale Maire de Selles-sur-Cher (1858-1870) Propriétaire du château des Nouïes                                                                           |
| 1871    | 1874         | Louis Romieu (fils du précédent)              |                       | Propriétaire du château des Nouïes à Selles-sur-Cher |
| 1874    | 1886         | Joseph Bodin                                  | Républicain           | Négociant et propriétaire Maire de Selles-sur-Cher (1875-1881 et 1882-1883) |
| 1886    | 1892         | Firmin Métais                                 | Républicain           | Négociant à Paris, propriétaire Conseiller municipal de Gy-en-Sologne |
| 1892    | 1898         | Louis Fossembas                               | Républicain           | Notaire, maire de Selles-sur-Cher (1892-1896) |
| 1898    | 1913 (décès) | Paul Menon                                    | Républicain           | Notaire à Selles-sur-Cher Maire de Selles-sur-Cher (1899-1913) |
| 1913    | 1928         | Prudent Goudeau (1847-1931)                   | Rad.                  | Instituteur Maire de Selles-sur-Cher (1913-1921), conseiller d'arrondissement |
| 1928    | 1940         | René Massacré                                 | Rad.                  | Médecin Maire de Selles-sur-Cher (1921-1959), conseiller d'arrondissement |
|         |              |                                               |                       | |
| 1945    | 1963 (décès) | René Massacré                                 | Rad.                  | Médecin Maire de Selles-sur-Cher (1921-1959) Président du Conseil général (1945-1959) |
| 1963    | 1988         | Kléber Loustau                                | SFIO puis PS puis UDF | Ancien ajusteur Sous-préfet de Romorantin (1944-1946) Maire de Selles-sur-Cher (1963-1989) Député (1945-1958 et 1962-1968) Président du Conseil général (1973-1988) Ancien membre de Gouvernements (1956-1958) |
| 1988    | 2008         | Alain Quillout                                | DVD                   | Professeur de collège Maire de Selles-sur-Cher (1989-1999) |
| 2008    | 2015         | Jean-Paul Pinon                               | MoDem puis NC-UDI     | Médecin Maire-adjoint de Selles-sur-Cher depuis 1989 Vice-président du Conseil général |

### Conseillers d'arrondissement (de 1833 à 1940)
Le canton de Selles avait deux conseillers d'arrondissement, sauf de 1848 à 1852.
| Période                                  | Période      | Identité                                | Étiquette | Qualité |
| ---------------------------------------- | ------------ | --------------------------------------- | --------- | --- |
| 1833                                     | 1852         | Pierre Georges Bezard-Bessault          |           | Propriétaire à Selles-sur-Cher                                                                              |
| 1833                                     | 1839         | Urbain Bigot-Bigot (1788-1881)          |           | Négociant, propriétaire, maire de Selles-sur-Cher                                                           |
| 1839                                     | 1842         | M. Perrin                               |           | Commandant de la Garde Nationale à Selles-sur-Cher                                                          |
| 1842                                     | 1848         | M. Brisson                              |           | Juge de paix à Selles-sur-Cher                                                                              |
| 1852                                     | 1855         | Louis Ambroise Paul-Boncour (1801-1875) |           | Juge de paix à Blois, propriétaire à Saint-Aignan-sur-Cher                                                  |
| 1852                                     | 1855         | M. Audoire                              |           | Propriétaire                                                                                                |
| 1855                                     | 1880         | Alphonse Picard                         |           | Juge de paix à Selles-sur-Cher                                                                              |
| 1855                                     | 1871         | Gabriel Félix Cuvié (?-1872)            |           | Propriétaire, maire de Billy                                                                                |
| 1871                                     | 1880         | Auguste Rabasse                         |           | Propriétaire à Lassay                                                                                       |
| 1880                                     | 1886         | Jacques Épron-Vibert                    |           | Négociant, propriétaire à Selles-sur-Cher                                                                   |
| 1880                                     | 1895         | Albert Leclerc                          |           | Propriétaire, maire de Soings-en-Sologne                                                                    |
| 1886                                     | 1895         | Louis Picard                            |           | Propriétaire à Selles-sur-Cher                                                                              |
| 1895                                     | 1901         | Charles Bessard                         |           | Suppléant du juge de paix à Selles-sur-Cher                                                                 |
| 1895                                     | 1901         | M. Gallais-Doucet                       |           | Propriétaire à Selles-sur-Cher                                                                              |
| 1901                                     | 1907         | Camille Sauget                          |           | Maréchal-ferrant, adjoint au maire de Mur-de-Sologne                                                        |
| 1901                                     | 1919         | Edouard-Eusice Couton                   | Rad.      | Propriétaire, premier adjoint au maire de Selles-sur-Cher                                                   |
| 1907                                     | 1913         | Prudent Goudeau                         | Rad.      | Instituteur, maire de Selles-sur-Cher                                                                       |
| 7 déc. 1913                              | 1928         | René Massacré                           | Rad.      | Médecin à Selles-sur-Cher                                                                                   |
| 1919                                     | 1931         | Alphonse Bougros                        | Rad.      | Négociant en fourrages, maire de Gièvres                                                                    |
| 1928                                     | 1931         |                                         |           | |
| 1931                                     | 1936 (décès) | Gustave Berthier (1871-1936)            | SFIO      | Vigneron à Selles-sur-Cher                                                                                  |
| 1931                                     | 1940         | Jules Lasnier                           | SFIO      | Cultivateur, propriétaire-exploitant, conseiller municipal de Gy                                            |
| 1937                                     | 1940         | Émile Gilbert                           | SFIO      | Cultivateur, petit propriétaire exploitant, conseiller municipal de Selles-sur-Cher                         |
| 1940                                     |              |                                         |           | Les conseils d'arrondissement ont été suspendus par la loi du 12 octobre 1940 et n'ont jamais été réactivés |
| Les données manquantes sont à compléter. |              |                                         |           | |

### Conseillers départementaux à partir de 2015
| Période élective | Période élective | Mandat | Mandat   | Identité          | Nuance | Nuance | Qualité |
| ---------------- | ---------------- | ------ | -------- | ----------------- | ------ | ------ | --- |
| 2015             | 2021             | 2015   | 2021     | Christina Brown   |        | LR     | Conseillère municipale de Villefranche-sur-Cher jusqu'en 2020 Vice-Présidente du Conseil départemental, chargée de l'insertion et du revenu de solidarité active |
| 2015             | 2021             | 2015   | 2021     | Jacques Marier    |        | LR     | Conseiller municipal de Pruniers-en-Sologne |
| 2021             | 2028             | 2021   | en cours | Angélique Dubé    |        | DVG    | Adjointe au maire de Selles-sur-Cher |
| 2021             | 2028             | 2021   | en cours | Christophe Thorin |        | DVG    | Maire de Mennetou-sur-Cher |

### Résultats détaillés

#### Élections de mars 2015
À l'issue du 1er tour des élections départementales de 2015, deux binômes sont en ballottage : Hubert De Pirey et Josette Mazoyer (FN, 32,99 %) et Christina Brown et Jacques Marier (UMP, 18,39 %). Le taux de participation est de 54,24 % (8 319 votants sur 15 336 inscrits) contre 53,42 % au niveau départemental et 50,17 % au niveau national.
Au second tour, Christina Brown et Jacques Marier (UMP) sont élus avec 53,96 % des suffrages exprimés et un taux de participation de 55,22 % (3 927 voix pour 8 468 votants et 15 335 inscrits).

#### Élections de juin 2021
Le premier tour des élections départementales de 2021 est marqué par un très faible taux de participation (33,26 % au niveau national). Dans le canton de Selles-sur-Cher, ce taux de participation est de 34,97 % (5 423 votants sur 15 507 inscrits) contre 35,86 % au niveau départemental. À l'issue de ce premier tour, deux binômes sont en ballottage : Angélique Dubé et Christophe Thorin (DVD, 28,45 %) et Aurélien Bertrand et Anne-Laure Chevalier (LR, 23,81 %).
Le second tour des élections est marqué une nouvelle fois par une abstention massive équivalente au premier tour. Les taux de participation sont de 34,36 % au niveau national, 35,81 % dans le département et 36,65 % dans le canton de Selles-sur-Cher. Angélique Dubé et Christophe Thorin (DVD) sont élus avec 57,37 % des suffrages exprimés (2 968 voix pour 5 685 votants et 15 510 inscrits),,. 

## Composition

### Composition avant 2015
Avant le redécoupage cantonal de 2014, le canton de Selles-sur-Cher, d'une superficie de 237 km2, était composé de huit communes
.
| Nom                         | Code Insee | Codepostal | Superficie (km2) | Population (dernière pop. légale) | Densité (hab./km2) |
| --------------------------- | ---------- | ---------- | ---------------- | --------------------------------- | ------------------ |
| Selles-sur-Cher (chef-lieu) | 41242      | 41130      | 25,74            | 4 616 (2012)                      | 179                |
| Billy                       | 41016      | 41130      | 26,47            | 983 (2012)                        | 37                 |
| Gièvres                     | 41097      | 41130      | 38,05            | 2 429 (2012)                      | 64                 |
| Gy-en-Sologne               | 41099      | 41230      | 35,92            | 511 (2012)                        | 14                 |
| Lassay-sur-Croisne          | 41112      | 41230      | 16,92            | 250 (2012)                        | 15                 |
| Mur-de-Sologne              | 41157      | 41230      | 50,50            | 1 496 (2012)                      | 30                 |
| Rougeou                     | 41195      | 41230      | 7,89             | 123 (2012)                        | 16                 |
| Soings-en-Sologne           | 41247      | 41230      | 35,30            | 1 583 (2012)                      | 45                 |

### Composition depuis 2015
Le nouveau canton de Selles-sur-Cher est composé de dix-sept communes.
| Nom                                     | Code Insee | Intercommunalité                    | Superficie (km2) | Population (dernière pop. légale) | Densité (hab./km2) | Modifier                                    |
| --------------------------------------- | ---------- | ----------------------------------- | ---------------- | --------------------------------- | ------------------ | ------------------------------------------- |
| Selles-sur-Cher (bureau centralisateur) | 41242      | CC Val-de-Cher-Controis             | 25,74            | 4 225 (2022)                      | 164                | modifier les données · modifier les données |
| Billy                                   | 41016      | CC du Romorantinais et du Monestois | 26,47            | 1 102 (2022)                      | 42                 | modifier les données · modifier les données |
| La Chapelle-Montmartin                  | 41038      | CC du Romorantinais et du Monestois | 10,72            | 409 (2022)                        | 38                 | modifier les données · modifier les données |
| Châtres-sur-Cher                        | 41044      | CC du Romorantinais et du Monestois | 35,33            | 1 134 (2022)                      | 32                 | modifier les données · modifier les données |
| Gièvres                                 | 41097      | CC du Romorantinais et du Monestois | 38,05            | 2 290 (2022)                      | 60                 | modifier les données · modifier les données |
| Gy-en-Sologne                           | 41099      | CC Val-de-Cher-Controis             | 35,92            | 496 (2022)                        | 14                 | modifier les données · modifier les données |
| Langon-sur-Cher                         | 41110      | CC du Romorantinais et du Monestois | 38,82            | 826 (2022)                        | 21                 | modifier les données · modifier les données |
| Lassay-sur-Croisne                      | 41112      | CC Val-de-Cher-Controis             | 16,92            | 243 (2022)                        | 14                 | modifier les données · modifier les données |
| Maray                                   | 41122      | CC du Romorantinais et du Monestois | 27,80            | 226 (2022)                        | 8,1                | modifier les données · modifier les données |
| Mennetou-sur-Cher                       | 41135      | CC du Romorantinais et du Monestois | 16,26            | 846 (2022)                        | 52                 | modifier les données · modifier les données |
| Mur-de-Sologne                          | 41157      | CC du Romorantinais et du Monestois | 50,50            | 1 518 (2022)                      | 30                 | modifier les données · modifier les données |
| Orçay                                   | 41168      | CC de la Sologne des Rivières       | 18,75            | 216 (2022)                        | 12                 | modifier les données · modifier les données |
| Pruniers-en-Sologne                     | 41185      | CC du Romorantinais et du Monestois | 43,84            | 2 281 (2022)                      | 52                 | modifier les données · modifier les données |
| Saint-Julien-sur-Cher                   | 41218      | CC du Romorantinais et du Monestois | 15,99            | 756 (2022)                        | 47                 | modifier les données · modifier les données |
| Saint-Loup                              | 41222      | CC du Romorantinais et du Monestois | 14,70            | 365 (2022)                        | 25                 | modifier les données · modifier les données |
| Theillay                                | 41256      | CC de la Sologne des Rivières       | 96,38            | 1 252 (2022)                      | 13                 | modifier les données · modifier les données |
| Villefranche-sur-Cher                   | 41280      | CC du Romorantinais et du Monestois | 27,23            | 2 657 (2022)                      | 98                 | modifier les données · modifier les données |
| Canton de Selles-sur-Cher               | 4112       |                                     | 539,42           | 20 842 (2022)                     | 39                 | modifier les données                        |

## Démographie

### Démographie avant 2015

#### Évolution démographique
| 1962  | 1968  | 1975   | 1982   | 1990   | 1999   | 2006   | 2011   | 2012   |
| ----- | ----- | ------ | ------ | ------ | ------ | ------ | ------ | ------ |
| 9 154 | 9 210 | 10 059 | 10 508 | 10 361 | 10 820 | 11 256 | 11 821 | 11 991 |

#### Âge de la population
La pyramide des âges, à savoir la répartition par sexe et âge de la population, du canton de Selles-sur-Cher en 2009 ainsi que, comparativement, celle du département de Loir-et-Cher la même année sont représentées avec les graphiques ci-dessous.
La population du canton comporte 49,4 % d'hommes et 50,6 % de femmes. Elle présente en 2009 une structure par grands groupes d'âge légèrement plus âgée que celle de la France métropolitaine. 
Il existe en effet 79 jeunes de moins de 20 ans pour cent personnes de plus de 60 ans, alors que pour la France l'indice de jeunesse, qui est égal à la division de la part des moins de 20 ans par la part des plus de 60 ans, est de 1,06. L'indice de jeunesse du canton est également inférieur à celui  du département (0,83) et à celui de la région (0,95).
| Hommes | Classe d’âge | Femmes |
| ------ | ------------ | ------ |
| 0,6    | 90 ans ou +  | 1,6    |
| 9,3    | 75 à 89 ans  | 12,9   |
| 17,1   | 60 à 74 ans  | 18,0   |
| 19,9   | 45 à 59 ans  | 19,0   |
| 19,3   | 30 à 44 ans  | 18,5   |
| 14,1   | 15 à 29 ans  | 12,8   |
| 19,6   | 0 à 14 ans   | 17,3   |

| Hommes | Classe d’âge | Femmes |
| ------ | ------------ | ------ |
| 0,5    | 90 ans ou +  | 1,5    |
| 8,8    | 75 à 89 ans  | 12,1   |
| 15,4   | 60 à 74 ans  | 16,1   |
| 21,2   | 45 à 59 ans  | 20,5   |
| 19,6   | 30 à 44 ans  | 18,7   |
| 15,9   | 15 à 29 ans  | 14,3   |
| 18,6   | 0 à 14 ans   | 16,8   |

### Démographie depuis 2015
En 2022, le canton comptait 20 842 habitants, en évolution de −3,5 % par rapport à 2016 (Loir-et-Cher : −1,15 %, France hors Mayotte : +2,11 %).
| 2013   | 2018   | 2022   |
| ------ | ------ | ------ |
| 21 685 | 21 349 | 20 842 |